# Nuraghe Murranca
Il nuraghe Murranca (anche conosciuto come Tramesu e Bruncu o anche come Bissanticcu), è un edificio nuragico situato a Masullas, nei pressi della collina Cuccuru Pestuariu. È uno dei 12 nuraghi presenti all’interno del territorio del comune.

## Descrizione
Nuraghe costituito da un mastio e da due torri aggiunte circondate da delle mura.

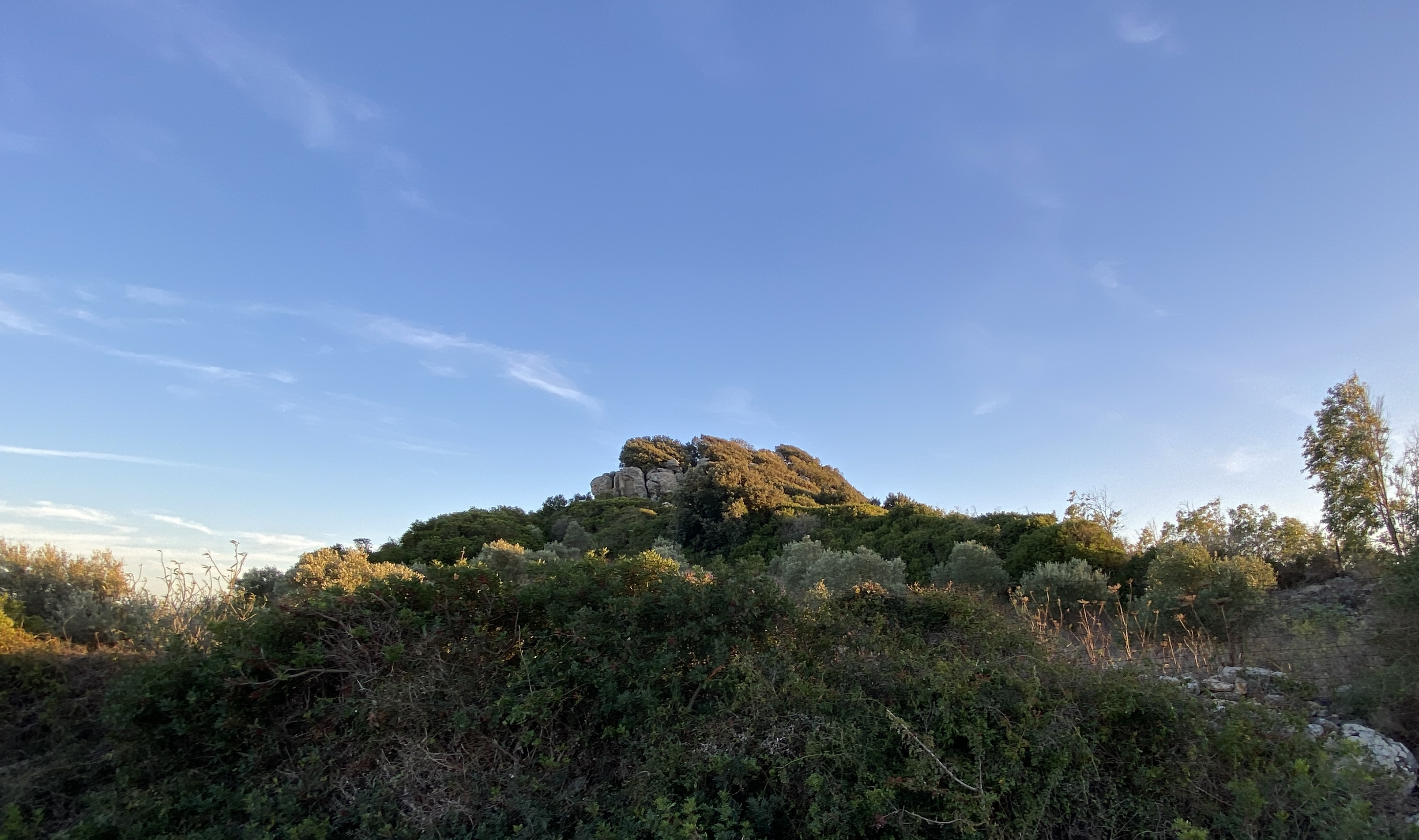
Nuraghe Murranca (vista laterale)

Nella zona circostante il nuraghe sono stati ritrovate molte punte di freccia in ossidiana del periodo nuragico.
È visibile dalla Strada statale 131 Carlo Felice.